# Scoparia pyralella
Scoparia pyralella là một loài bướm đêm thuộc họ Crambidae. Nó được tìm thấy ở châu Âu.

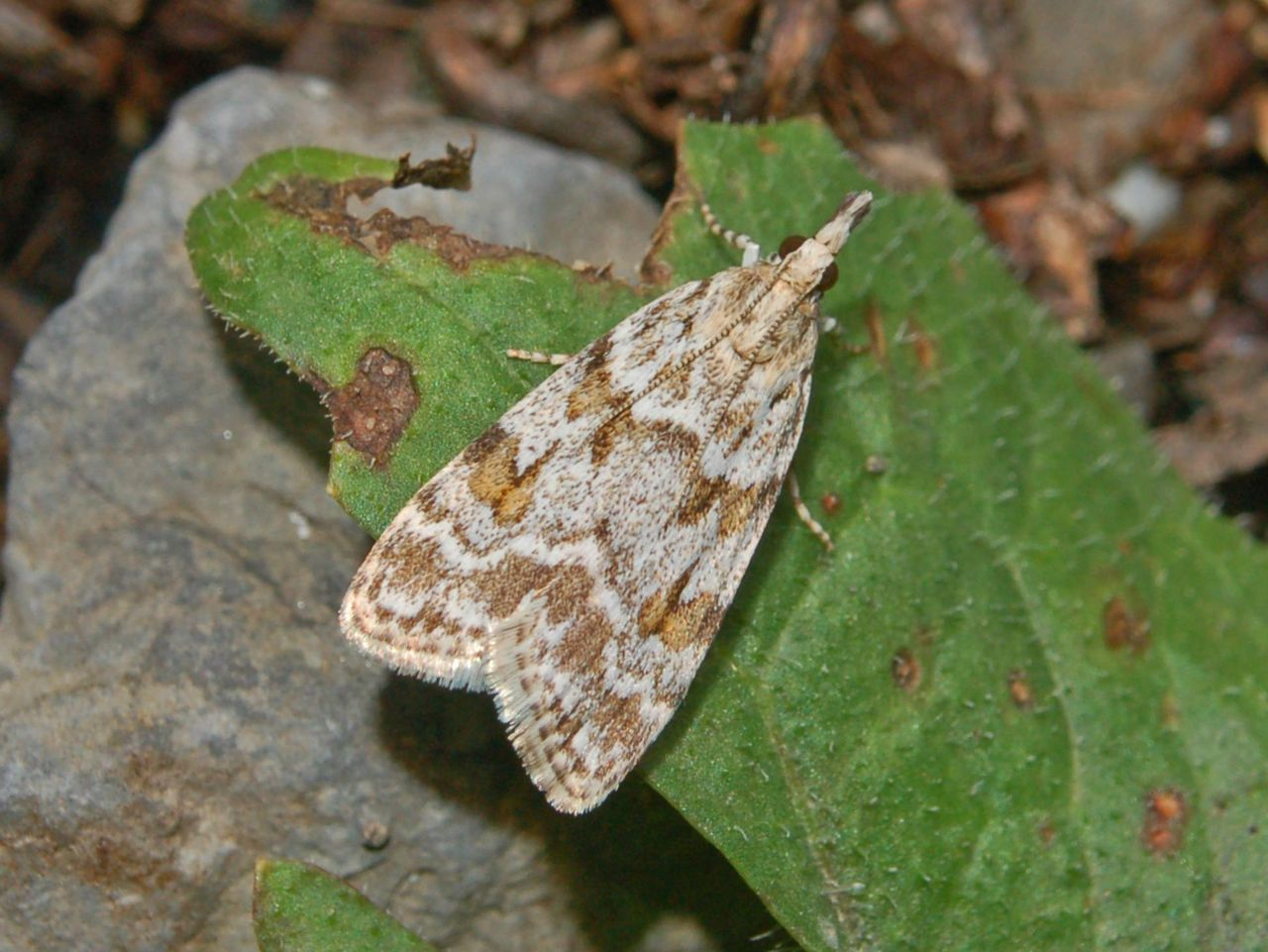
Scoparia pyralella - real life

Sải cánh dài 17–20 mm. Con trưởng thành bay vào tháng 6 tùy theo địa điểm.
Ấu trùng ăn decaying plants và perhaps the roots của Senecio jacobaea.

## Hình ảnh

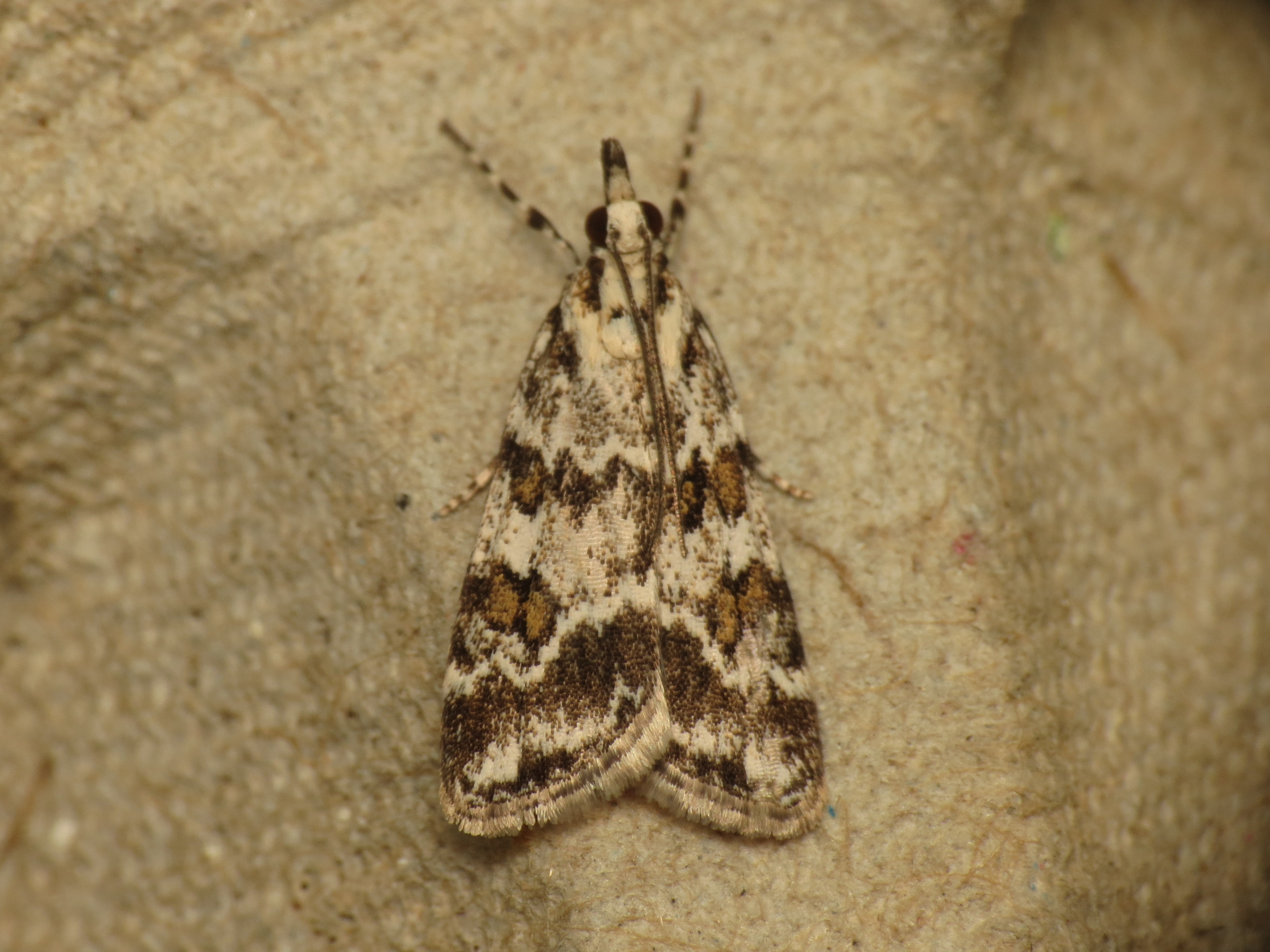
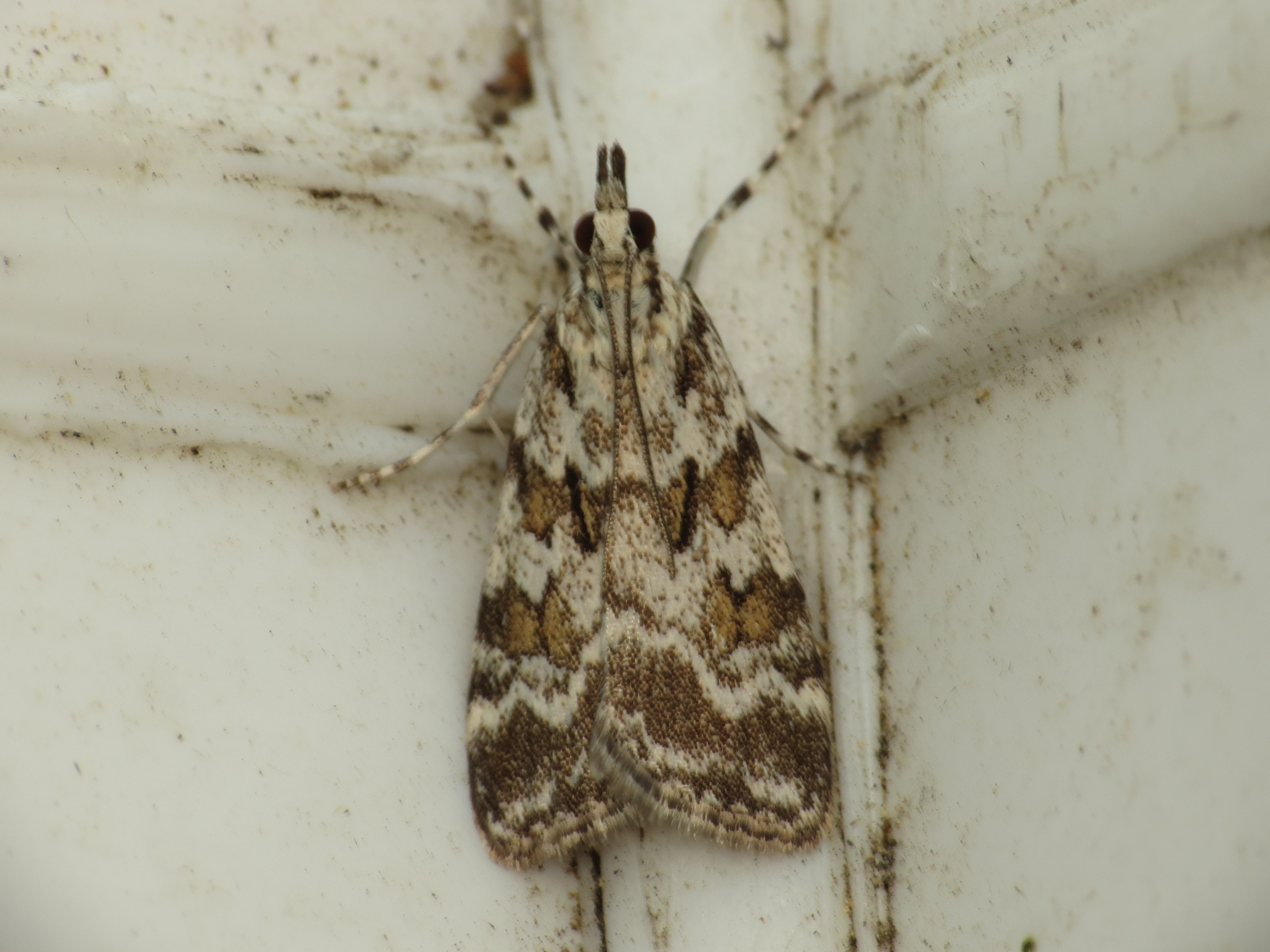
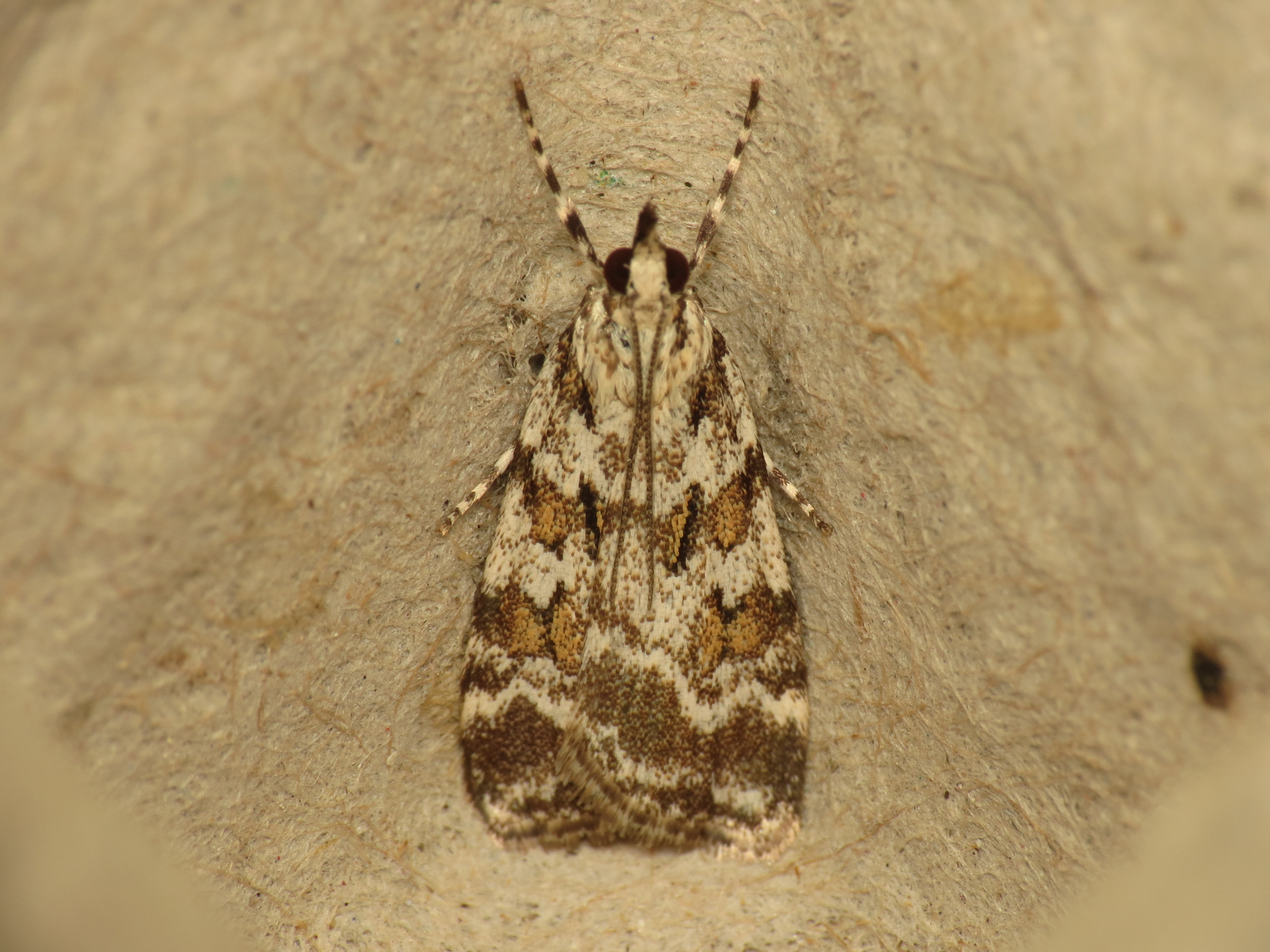
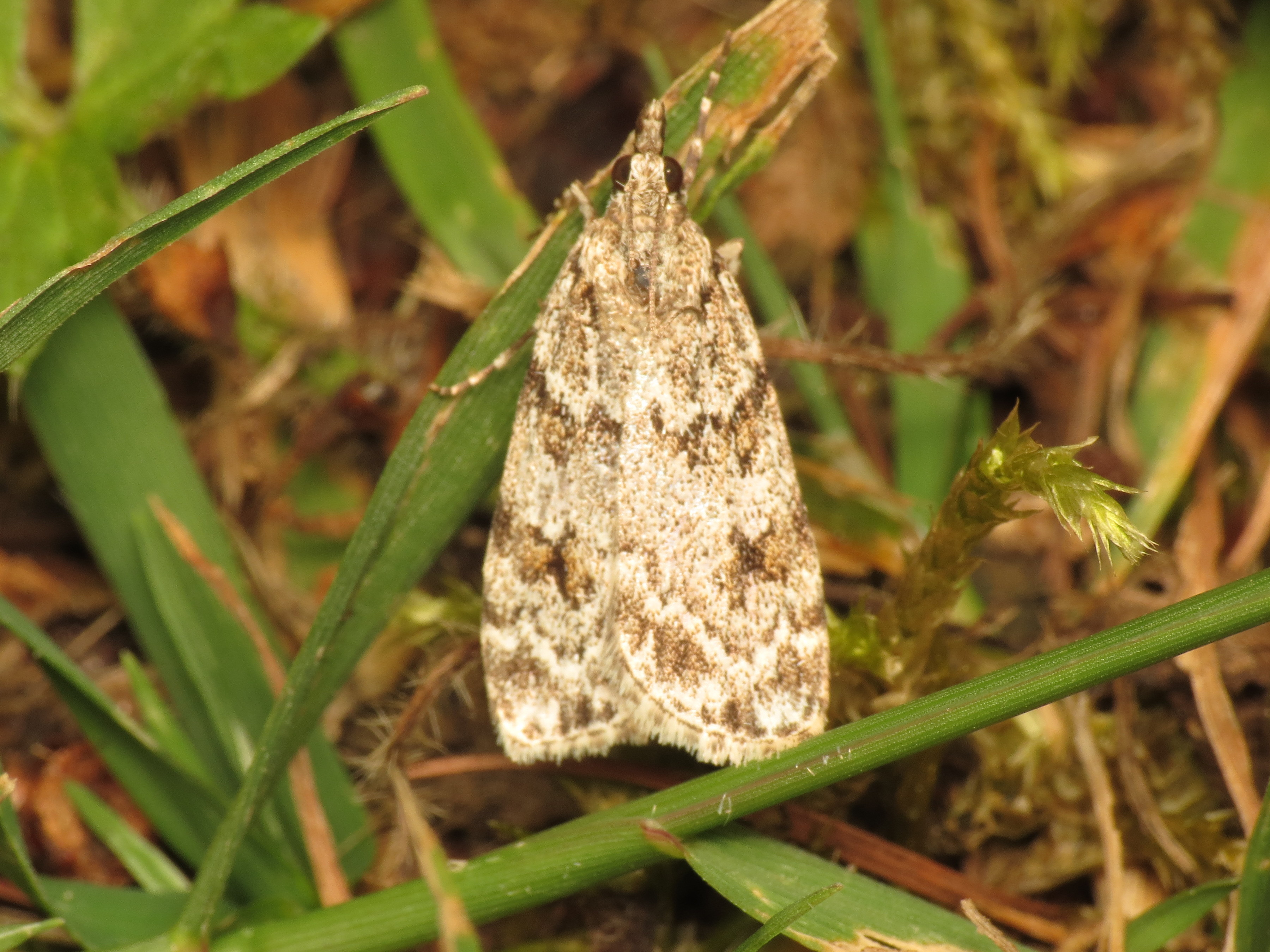